# Jacques-Albert Senave
Jacques-Albert Senave est un peintre flamand, actif à Paris à la fin du XVIIIe siècle et au début du XIXe siècle.

## Biographie
Né à Loo en 1758, il est formé dans les Provinces-Unies, et vient à Paris vers 1780, où il meurt en 1823.

## Œuvres
- Bruxelles, musées royaux des Beaux-Arts de Belgique, Parodie d'Apelle.
- Paris, musée du Louvre, Vue de la Grande Galerie du Louvre, (vers 1798), huile sur bois, 29 x 24 cm.